# Piłka wodna na Mistrzostwach Świata w Pływaniu 2013
Piłka wodna na Mistrzostwach Świata w Pływaniu 2013 odbywa się między 21 lipca a 3 sierpnia 2013 na obiekcie Piscines Bernat Picornell w Barcelonie.

## Medaliści

### Mężczyźni
| 1. miejsce | 2. miejsce | 3. miejsce |
| Węgry      | Czarnogóra | Chorwacja  |

### Kobiety
| 1. miejsce | 2. miejsce | 3. miejsce |
| Hiszpania  | Australia  | Węgry      |